# Mamadou Diallo (Senegal)
Mamadou Diallo (Dakar, 21 augustus 1971) is een Senegalees voetballer. Hij speelde als aanvaller bij verschillende clubs in Europa, Azië en de Verenigde Staten. Hij werd eenmaal topscorer van de Major League Soccer.

## Erelijst
Topscorer Major League Soccer
Winnaar: 2000 (26)